# Internierungslager in Marseille
Die Internierungslager in Marseille dienten wie andernorts in der vom Vichy-Regime beherrschten freien Zone Frankreichs auch der Unterbringung sogenannter feindlicher oder unerwünschter Ausländer. In Marseille füllten sich die Lager allerdings neben den üblichen Verdächtigen (Juden, Kommunisten und Sozialisten) vor allem mit Personen, die sich in der Stadt aufhielten, um ihre Emigration nach Übersee zu betreiben. Viele Marseiller Lager waren von daher primär Transitlager, in denen Frauen und Kinder untergebracht wurden, während die Männer weiterhin vom Camp des Milles aus oder aus dem Camp de Gurs ihre Ausreise betreiben mussten.

## Marseille als Zufluchtsort und Falle für Emigranten
Im Vorfeld des Zweiten Weltkriegs hatte sich die französische Regierung die Möglichkeit geschaffen, sogenannte „étrangers indésirables“ (unerwünschte Ausländer oder auch feindliche Ausländer) in besonderen Lagern zu internieren.
In der Zeit zwischen dem „Sitzkrieg“ und dem Einmarsch der Wehrmacht nach dem Ausbruch des Zweiten Weltkriegs wurden ab September 1939 die in Frankreich lebenden Männer aus dem Deutschen Reich interniert – egal, ob es sich bei ihnen um Emigranten oder Parteigänger der Nazis handelte; dies auch aus Angst, die in Frankreich lebenden Deutschen könnten sich zu einer Fünften Kolonne entwickeln. Die Unterbringung der Männer erfolgte in Internierungslagern, dessen größtes in der Region Marseille das Camp des Milles war. Diesem Camp unterstanden viele Nebenlager, darunter alleine 19 in Marseille:S. 253 f., bei denen es sich aber nicht um große Lagerkomplexe handelte, sondern eher um kleinere bis mittelgroße Einrichtungen, oft auch in beschlagnahmten oder angemieteten Hotels. 
Einige der Lager in Marseille wandelten sich, ähnlich wie das Camp des Milles, von einem Sammel-, dann Sichtungs- und Internierungslager nach dem Waffenstillstand von Compiègne (1940) zu einem Transitlager.:S. 251

„Les Milles für die Männer und die ehemaligen Hotels Bompard und Terminus in Marseille für Frauen dienen als Emigrationslager, in denen Internierte die Ausreise per Schiff nach Übersee abwarten.“

Als Sitz von 13 Konsulaten wurde die Stadt Marseille zu einem Ort, der Zufluchtsstätte und Falle zugleich war.

„Im Sommer 1940 wurde Marseille zu einer der wichtigsten Zufluchtsstädte in der unbesetzten Zone. Franzosen oder Ausländer, oft aus dem Deutschen Reich oder den von ihm annektierten Gebieten stammend, landen die meisten Flüchtlinge, gewöhnliche oder bekannte, hier in der Hoffnung, einen Ausweg zu finden. Die meisten wissen oder fühlen sich von den Nazis bedroht. Viele von ihnen sind Juden. Viele haben gegen den Faschismus gekämpft. Unter ihnen, die in Marseille in die Falle gegangen sind, befinden sich zahlreiche Aktivisten und Politiker, Intellektuelle und Künstler, ein Querschnitt der europäischen Avantgarde.“

Literarisch wurde diese Situation von Anna Seghers in ihrem autobiografischen und mehrfach verfilmten Roman Transit beschrieben, und in dem Buch »Fast frei zu sein ist doch etwas Herrliches« rekonstruierte Kathrin Massar das Leben von Ursel Bud zwischen Hoffnung und Enttäuschung beim Warten auf ein Ausreisevisum. Ähnlich eindringlich schildert auch Alfred Kantorowicz in seinem Buch Exil in Frankreich die Situation der nach Ausreise drängenden Emigranten in Marseille. 
Die oben erwähnten 19 Internierungsstätten in Marseille – darunter Krankenhäuser, Gefängnisse und Hotels – sind zwar alle namentlich bekannt:S. 253 f., aber erforscht scheinen nur wenige zu sein. Die ältesten Marseiller Internierungsorte waren nach Fontaine:S. 254 ab September 1939 das Prison des Présentines das Gefängnis Brébant und das Hôtel Le Terminus du Port; ihnen folgte gegen Ende 1939 das Fort Saint-Nicolas. Die genannten Einrichtungen standen alle auch auf der Liste der von der Kundt-Kommission inspizierten Lager.
Die häufigsten Erwähnungen finden drei Internierungsstätten, die sich alle in Hotels befanden:
- Hôtel Bompard
- Hôtel Levant
- Hôtel Le Terminus du Port

Auch über sie gibt es keine umfassenden Studien, aber immerhin den Aufsatz von Sylvie Orsoni, der einen differenzierteren Blick auf diese drei Internierungsstätten erlaubt.

## Stätten der Internierung in Marseille

### Hôtel Bompard
Das Mercure Marseille Centre Bompard La Corniche, noch immer unter der Adresse 2 Rue Des Flots Bleus, Ecke Traverse Beaulieu (Lage), stellt sich auf seiner Webseite als Hotel für Reisende vor, „die auf der Suche nach lokalen und authentischen Erlebnissen sind“. Auch Ursel Bud und mit ihr viele Hunderte Frauen und Kinder waren Reisende und an diesem Ort seit Mai 1940 auf der Suche – nach einer Möglichkeit, Frankreich verlassen und als Emigrantinnen in einem anderen Land Zuflucht finden zu können. Damals diente das Hôtel Bompard „als Duirchgangslager für internierte Frauen auf ihrem Weg nach Übersee, als Gegenstück zu Les Milles, dem Transitlager für Männer […], dessen Verwaltung es auch unterstand. Die offizielle Bezeichnung des Bompard lautete ‚Centre d'émigration‘, Emigrationszentrum.“:S. 98
Wie das Bompard zu einem Centre d'émigration wurde, ist nicht dokumentiert, doch für dessen Betrieb war weiterhin der frühere Hotelbesitzer, Monsieur G., verantwortlich:S. 118 beziehungsweise – so Sylvie Orsoni – die Besitzer.

„Die sanitären Einrichtungen sind unzureichend: eine Dusche in Bompard, das nie weniger als 150 Menschen beherbergt. […] Die Besitzer des Hotels Bompard, die von der Verwaltung eine Entschädigung für die Verpflegung der Bewohnerinnen erhielten, haben zumindest eine zwiespältige Erinnerung hinterlassen.“

Massar berichtet, dass der Besitzer absichtlich schlechtes Essen verabreicht und die Frauen schikaniert haben soll:S. 118; sie zitiert aber auch eine andere Insassin des Hotels, Emma Raphael, die den schon erwähnte Monsieur G. als „den Häftlingen gut gesinnt“ beschrieb:S. 130, und sie verweist auf die Gerüchteküche rund um das Bompard, zu deren Entstehung auch Kantorowicz beigetragen haben mag. Dieser erwähnte keinen Monsieur G. als Besitzer, sondern eine Frau, die zugleich die Frau „des Kantinenwirts und formalen Besitzers des Etablissements Le Brébant“ gewesen sei. In Anlehnung an Bert Brechts Dreigroschenoper entwarf er ein Tableau von Abhängigkeiten und Geschäftemachereien rund um das Brébant und das Bompard.

„Weiter gehört dazu, daß der Bruder des Besitzers und Kantinenwirts - wie schon erwähnt: Fahrer und Vertrauter des Polizeichefs - mit seiner Familie in einem von den verhafteten Frauen abgesonderten Appartement des Hotels Bompard wohnte. Ein anderer Bruder des verzweigten Familienuntemehmens war Besitzer eines exclusiven Marseiller Nachtklubs, in dem nicht nur leichte französische Mädchen die reichen und einflußreichen Besucher unterhielten, sondern mitunter auch attraktive Frauen anderer Nationalitäten, die man als lästige Ausländerinnen ins Hotel Bompard eingeliefert hatte und die, weını sie seit längerer Zeit von ihren irgendwo verschollenen, verhafteten, im Lande umherirrenden Männem beziehungsweise Vätern, Müttern, Familien nichts hörten, im Notstand den verzweifelten Ausweg wählten, Barmädchen zu werden und sich der Protektion eines vermögenden Gastes zu versichern. So eindeutig, wie sie sich anhören, sind diese Geschichten nicht. Es gab Frauen, die auf solchen Umwegen ihre Männer aus den Lagern befreiten oder ihren Familienangehörigen (und natürlich auch sich selber) zu Ausreisevisen aus Frankreich und Einreisevisen nach überseeischen Ländern verhalfen. Die Geschichten sind weder lustig noch pikant: sie gehören nicht nur als Randerscheinungen zum Zeitbild.“

Massar weist auch auf Lenka Reinerová und Steffie Spira hin, die Ähnliches berichtet hätten, zitiert aber abschließend die Historikerin Liliane Rada Nasser, die in ihrem Buch Ces Marseillais venus d'Orient zu der Ansicht gelangt sei, dass die Geschichte des Bompards keine Anhaltspunkte für derartige Zustände geliefert habe.:S. 202–203, Anmerkung 151 Sylvie Orsoni allerdings neigt den Ausführungen von Kantorowicz zu.:Abschnitt 26
Gestützt auf die Forschungen von Doris Obschernitzki (* 1946) geht Orsoni davon aus, dass zwischen Sommer 1940 und November 1942 insgesamt 910 Frauen und Kinder das Hôtel Bompard durchliefen.:Abschnitt 17 Wie groß die Kapazität des Hotels tatsächlich war, lässt sich in etwa aus der von Massar für den Sommer 1941 berichteten Belegung ablesen: rund 200 Frauen und 50 Kinder. Über die Lebensbedingungen berichtet sie:

„Sie schliefen zu zweit auf einem Strohsack, sechs, sieben oder sogar acht Frauen in einem Zimmer. Die Gebäude waren heruntergekommen, es gab Ungeziefer und im ganzen Hotel nur eine funktionierende Dusche.“

Die Ambivalenz lag darin, dass die Frauen trotz dieser schlechten Bedingungen und obwohl sie nach wie vor den Status von Internierten hatten, in den Marseiller Hotel-Lagern mehr Freizügigkeit genossen, als die in den großen Lagern untergebrachten Männer. Sie konnten tagsüber „in die Stadt gehen, ihre Angelegenheiten erledigen und Freunde und Verwandte Treffen“:S. 117 – selbst die, die im Camp des Milles interniert waren.:S. 135 Auf eben diese Ambivalenz bezieht sich auch der Titel von Massars Buch, der sich von einem Zitat aus einem Brief von Ursel Bud herleitet, die nach ihrem vorangegangenen Aufenthalt im Camp de Rieucros am 9. August 1940 aus dem Bompard an Volkmar von Zühlsdorff schrieb:

„Ich bin hier sehr glücklich, trotz aller grossen Sorgen. Fast frei zu sein, das heisst bis sieben Uhr abends ist doch etwas Herrliches.“

Im Bompard engagierten sich auch Hilfsorganisationen für die Frauen und besonders auch die Kinder. Noel Field und das Unitarian Service Committee (USC) sowie die das Œuvre de secours aux enfants (OSE) kümmerten sich um die Kinder und deren Schulbildung und sorgten auch dafür, dass Kinder mit guten französischen Sprachkenntnissen eine normale Schule besuchen konnten. Die World ORT (ORT) organisierte zusammen mit dem Comité d'assistance aux réfugiés (CAR) Näh- und Schneiderkurse. Medizinische und soziale Hilfe kam auch vom Roten Kreuz und vereinzelt auch von französischen Ärztinnen und Ärzten.:Abschnitt 27 & 28 Ab Anfang 1942 existierte im Bompard auch eine Verbindungsstelle der HICEM, durch die vor allem die Auswanderungsbemühungen unterstützt werden sollten. Ursel Bud begleitete diese Position.:S. 133
Der Eintritt der USA in den Zweiten Weltkrieg veränderte die Situation für die Internierten in Frankreich grundlegend, da nun auch die aus dem Deutschen Reich Ausgebürgerten als Enemy Aliens eingestuft und ihre Visa-Anträge pauschal abgelehnt wurden. Ein Visum für die USA war nur noch unter sehr schweren Bedingungen zu erhalten., was Massar am Beispiel von Ursel Bud minutiös nachzeichnen konnte. Zugleich verschlechterten sich vom Frühjahr 1942 an die Lebensbedingungen für ausländische Juden in Frankreich kontinuierlich, erste Gerüchte über Deportationen aus Deutschland breiteten sich aus.:S. 142 f, Massar berichtet von 5.000 Juden, die seit März 1942 bereits aus Frankreich deportiert worden seien, bevor Adolf Eichmann im Juni 1942 die „Deportation der Juden aus den Niederlanden, Belgien und Frankreich in die Vernichtungslager“ befohlen habe. In Frankreich betraf das auch die Juden in der freien Zone, aus der 10.000 Personen deportiert werden sollten. Da das Vichy-Regime sich weigerte, französische Juden deportieren zu lassen, ging die Auffüllung des Kontingents zu Lasten der hier lebenden ausländischen Juden. Mitte Juli sprach das Innenministerium zudem ein Emigrationsverbot für Juden aus – mit schwerwiegenden Folgen.

„Ausreisevisa, die bereits erteilt worden waren, wurden annulliert. Die Internierungslager wurden zur Falle und die internierten Juden waren nicht mehr nur ‚nicht erwünscht‘, sie wurden zur Verschiebemasse, aus der sich für die geforderten Quoten der Deutschen schöpfen ließ.“

Das alles kulminierte dann in den großen Razzien mit anschließenden Deportationen im August und September 1942.
In Marseille befanden sich Mitte Juli 1942 nach einem Bericht von Eichmanns Mitarbeiter Theodor Dannecker 321 staatenlose Jüdinnen, darunter 159 ehemalige deutsche Staatsangehörige. Wie viele davon im Bompard lebten, ist nicht bekannt.:S. 151 Am 4. und am 10. August 1942 wurden dann insgesamt 90 Frauen aus dem Hotel ins Camp des Milles gebracht, von wo aus sie über das Sammellager Drancy nach Auschwitz transportiert wurden. Die Gewissheit, dass die Deportierten am Ziel ihres Transports alle zu Tode gekommen waren, setzte sich bei den im Hotel verbliebenen Frauen erst allmählich durch.:S. 156 f.
Ende August setzte das Vichy-Regime seine Razzien fort, und am 27. August 1942 wurden weitere 50 Frauen aus dem Bompard ins Camp des Milles verbracht, darunter auch Ursel Bud. Sie entging aber der Deportation nach Auschwitz – vermutlich aufgrund ihrer Tätigkeit für die HICEM. Sie konnte nach fünf Tagen in Les Milles am 31. August wieder ins Bompard zurückkehren.:S. 165 Der Aufschub währte nur bis Mitte Oktober. Sie und 15 weitere Frauen wurden in der Nacht vom 16. auf den 17. Oktober 1942 im Bompard abgeholt und in einen Zug verfrachtet, dessen Ziel das Camp de Rivesaltes war. Sie entging abermals der Deportation nach Auschwitz, weil sie sich bereits vor 1936 in Frankreich aufgehalten hatte, und konnte sich einer am 23. November angekündigten Verlegung ins Camp de Gurs durch Flucht entziehen. Sie überlebte mit gefälschten Papieren und nahm am französischen Widerstand teil.:S. 177 ff.
Orsoni, die, wie oben bereits erwähnt, von 910 Personen ausging, die das Bompard als Durchgangslager durchliefen, geht bei ihrem Versuch, das Schicksal der internierten Frauen und Kinder nachzuzeichnen, an anderer Stelle nur noch von 805 Frauen aus, deren Spur sich teilweise nachvollziehen ließ. 323 von denen durften das Bompard offiziell verlassen, davon 122, die über Visa verfügt hätten. Orsoni kann aber am Beispiel einiger Fälle zeigen, dass das keine Überlebensgarantie war. Es gab Fälle, bei denen Menschen trotz eines Visums an der Ausreise gehindert wurden und schließlich doch den Transport in ein Vernichtungslager antreten mussten. Den verbleibenden etwa 200 offiziell Entlassenen sei es erlaubt worden, in Marseille zu wohnen.:Abschnitt 35
Weitere 197 Insassinnen des Bompard wurden in ein Internierungslager gebracht, weil es ihnen nicht gelungen war ein Visum zu bekommen. Was das für deren weiteres Schicksal bedeutete, ist nicht dokumentiert. Die Zahl von 69 weiteren Frauen, die nach Orsoni direkt deportiert wurden, deckt sich wiederum nicht mit der von Massar erwähnten Zahl 90 nach den Razzien im August 1942. Etwa 20 Frauen sei, so wie Ursel Bud, die Flucht gelungen, für weitere 221 Frauen konnte kein Aufenthaltsort für ihre Zeit nach dem Bompard festgestellt werden; sie standen auch nicht auf den von Serge Klarsfeld erstellten Transfer- oder Deportationslisten, auf die sich Orisni bezieht.:Abschnitt 35 Für diese 221 Frauen ist aber nach Orisni auch gesichert, dass sie vor ihrer Einweisung in das Bompard zuvor nicht in einem anderen Lager interniert waren. Dadurch seien sie nicht so stark in das behördliche Überwachungsnetz eingebunden gewesen, wie die Frauen mit einer vorangegangenen Lagergeschichte, was dafür sprechen könnte, dass viele von ihnen freigelassen wurden.:Abschnitt 35
Mit den Razzien vom August 1942 endete faktisch die Geschichte des Hotel Bombard und der anderen Marseiller Durchgangslager. Orsonis Bilanz lautet:

„Die Zentren für überwachten Aufenthalt in Marseille bedeuteten für die dort internierten Frauen die Hoffnung, Europa verlassen zu können. Für die meisten von ihnen wurde diese Hoffnung enttäuscht und sie scheiterten mit ihrem Versuch. Ihr Ziel war dann ein Internierungslager: Rivesaltes, Nexon, Gurs, wo die Lebensbedingungen viel schwieriger waren als in Marseille. Für jüdische Frauen gab es ab August 1942 keine Illusionen mehr. […] Ihre Kinder, wenn sie vor Ende August von den Hilfsorganisationen untergebracht wurden, konnten hoffen, zu überleben. Die anderen gehen mit ihren Müttern nach Drancy und von dort nach Auschwitz.“

### Hôtel Levant
Das Hotel Levant (Lage), Interneirungsstätte von Ende 1939 bis August 1942, unterschied sich in seiner Funktion nicht grundlegend vom Hotel Bompard, zumal die Frauen häufig von einem der drei Zentren zum anderen wechselten, je nachdem, welche Plätze frei waren oder welche Anträge sie stellten.:Abschnitt 4 Dennoch attestierte Osini dem Levant einen stärker schwankenden Status („un statut plus fluctuant“):Abschnitt 2, der sich unter anderem darin manisfestierte, dass sich das Levant von einer von der Hilfsorganisation CAR verwalteten Unterkunft zu einem von der Präfektur verwalteten Zentrum für überwachte Aufenthalte wandelte.:Abschnitt 4 Unter der Regie des CAR waren überwiegend Italienerinnen und deutsche Staatsbürgerinnen interniert worden, die am 10. Juli 1940 alle freigelassen wurden. Die meisten Italienerinnen wurden abgeschoben, die deutschen Frauen aber am 1. August 1940 erneut interniert.:Abschnitt 13 Es ist sowohl bei Fontaine als auch bei Orsoni unklar, ob das Levant bereits von diesem Datum an als Internierungsstätte diente. Sie legt vielmehr nahe, dass das Levant weiterhin vom CAR als freie Unterkunft verwaltet wurde. Nach Eggers hielten sich dort, wenn auch unter Polizeiaufsicht, Flüchtlinge auf, die in der Regel ihre Emigration in die Vereinigten Staaten betrieben.:S. 153

„Im September 1941 stellt das CAR den Behörden 50 Plätze im Levant für die Unterbringung sogenannter Transitäre zur Verfügung, internierter Frauen (meist aus Gurs, Rieucros und Le Récébédou), die in Marseille auf ihr Visum und ihre Schiffspassage nach Übersee warten. Grund hierfür ist die unzureichende Aufnahmekapazität der Internierungszentren Le Bompard und Terminus.“

Ab diesem Zeitpunkt lebten im Levant freie Ausländerinnen und Internierte nebeneinander.:Abschnitt 15
Die französischen Hilfsorganisationen, die im Comité de Nîmes zusammenarbeiteten, setzten sich für eine materielle Gleichstellung der im Levant internierten Frauen mit den Männern im Lager in Les Milles ein, was prinzipiell von den Behörden auch anerkannt wurde:S. 154. Zugleich aber verschärfen sich die Bedingungen für die im Levant lebenden Frauen.

„Die französischen Behörden dehnten ihre Überwachung bald auf alle Bewohnerinnen des Hôtel du Levant aus. Ende 1941 benötigten alle Ausländerinnen, die im Hôtel du Levant wohnten, einen Passierschein, um das Zentrum zu verlassen und sich in die Stadt zu begeben.“

Aus dem Aufnahmezentrum einer Hilfsorganisation war damit ein behördliches Internierungszentrum geworden, wenngleich das CAR weiterhin einen Teil der Betriebskosten bestritt.:S. 154
Orsoni geht von 300 bis 400 Personen aus, die das Levant während der Dauer seiner Nutzung als Internierungsstätte durchliefen:Abschnitt 17, und ähnlich schlecht wie im Bombard waren auch hier die Lebensbedingungen.:Abschnitt 26 Seit Frühjahr 1941 sei die OSE im Levant sehr aktiv gewesen, die sich um die Kinder kümmerte und auch eine Krankenstation ermöglichte.:Abschnitt 30 Den Hilfsorganisationen war es auch möglich, im Levant eine zusätzliche Küche einzurichten.:S. 459
Ab dem Sommer 1942 wurden dann auch die Insassinnen des Levant Opfer der Razzien und Deportationen, wie sie oben schon am Beispiel des Hôtel Bompard beschrieben wurden.:Abschnitt 16 Seine Funktion als Internierungsstätte wurde danach nicht mehr benötigt.

### Hôtel Le Terminus du Port
Hinweise auf diesen Internierungsort sind sehr spärlich zu finden. Laut Eggers war das Terminus das dritte Marseiller Hotel, das als Emigrationslager für auf ihre Ausreise nach Übersee wartende Frauen eingerichtet worden war und von September 1939 bis August 1942 seine Funktion erfüllte.:S. 90 Seine Überfüllung, ebenso wie die des Bompard, war der Grund für die Einbeziehung des Levant in die Riege dieser Transitlager.:S. 53
Nach Orsoni war das Terminus für 70 Personen ausgelegt, doch es kam auch vor, dass sich bis zu 150 Frauen und etwa fünfzehn Kinder in den Räumlichkeiten drängten.:Abschnitt 17Die Lebensbedingungen seien hier besonders schwieriger gewesen, zumal die Internierten oft viel ärmer und älter als im Hotel Bompard gewesen seien.:Abschnitt 29 Unter Berufung auf eine Schätzung des Historikers Christian Oppetit berichtet das USHMM, „dass im Jahr 1942 145 jüdische Frauen und Kinder, darunter 115 deutscher Herkunft, im Hotel lebten. Im Mai 1942 wurde in Verwaltungsdokumenten vermerkt, dass sich in diesem unerklärlicherweise als ‚Einschiffungslager‘ bezeichneten Lager 90 Erwachsene und 13 Kinder befanden.“
Auch die Geschichte des Hotel Terminus als Internierungsort endete mit den Razzien und Deportationen im Sommer 1942. 

### Fort du Pharo
Während die drei Hotels vor allem den um ihre Ausreise kämpfenden Frauen vorbehalten waren, gab es zumindest im Winter 1939/1940 auch einen Ort, an dem die Menschen untergebracht wurden, die bereits über eine Ausreisegenehmigung verfügten. Die AJPN bezeichnet es als Fort du Pharo, während die Bezeichnung bei Fontaine Camp d'Embarquement du Pharo lautet.:pdf-S. 26 Offen bleibt nach beiden Quellen die genaue Lage dieser Einrichtung, bei der es sich möglicherweise auch um ein Lager in der Citadelle de Marseille (Fort Saint-Nicolas/Fort d'Entrecasteaux) gehandelt haben könnte, die im Marsaeiller Bezirk Pharo liegt. 
Fontaine bringt das Einschiffungslager Pharo in Verbindung zu einem ebenfalls nicht näher definierten Camp de Marseille und schreibt, dass es aufgrund der dort herrschenden strengen Disziplin nicht sehr beliebt gewesen sei. Andererseits aber habe das Camp gegenüber dem Camp des Milles einige Vorteile geboten. Die Bewohner verfügten über Eisenbetten, Strohmatten, Decken, fließendes Wasser und WCs. 
Für die Zeit zwischen dem 13. Februar und dem April 1940 führt Fontaine 17 Personen auf, die im Camp du Pharo auf ihre Einschiffung warteten.:pdf-S. 26

### Le Brébant
Neben dem Hôtel Bompard und dem Hôtel Le Terminus du Port ist das Le Brébant die einzige Marseiller Internierungsstätte, die auch in der umfangreichen Lagerdokumentation des USHMM Erwähnung findet. Es wird dort als im September 1939 eröffnetes Centre de Criblage (Sortier- oder Aussiebungszentrum für Ausländer) vorgestellt und sei zuvor ein Aufführungssaal (performance hall) gewesen. Das USHMM ebenso wie die AJPN verorten es in der Avenue Chartreux, der dort inhaftierte Alfred Kantorowicz spricht von einem geräumigen Tanzlokal am parallel dazu verlaufenden Boulevard d'Arras.:S. 175 Fontaine erwähnt dort – zusätzlich zum Le Brébant – ein „Sichtungszentrum, boulevard d'Arras“.:S. 253 Inwieweit die beiden Orte deckungsgleich waren, ließ sich nicht klären.
1940 wurde das Brébant in ein "Centre de séjour surveillé" (Zentrum für bewachtes Wohnen) umgewandelt, nach André Fontaine somit in ein Gefängnis für entflohene oder anderweitig bestrafte Ausländer.:pdf-S. 22 Kantorowicz, der im November und Dezember 1940 im Brébant einsaß, schilderte die damaligen Zustände.

„Täglich wurden zwischen hundert und dreihundert unerwünschte »Refugiés« ins Brébant eingeliefert. Ein Teil wurde nach dem Verhör und der Prüfung der Papiere wieder entlassen, ein anderer Teil wurde schubweise in die bestehenden Lager zurüekgebracht - solche Abtransporte vollzogen sich nächtlich -, einige verschwanden irgendwohin, niemand wußte, ob sie deutschen oder spanischen Behörden übergeben worden
waren, zuweilen auch in Konsulate anderer Länder überstellt, deren Staatsangehörigkeit sie reklamierten. Die Belegzahl schwankte zwischen hundert und dreihundert Inhaftierten. Der Großteil der Dauerhäftlinge waren Spanier. Sie waren die Ärmsten, sie verhungerten fast bei der Kost, an der der allmächtige Besitzer und Kantinier des Brébant, der für jeden Häftling einen Verpflegungssatz erhielt, täglich einige tausend Francs zusätzlich  verdiente. Aber sie waren stolz, sie bettelten nicht, sie hielten zusammen, sie sangen oftmals ihre Heiınatlieder.“

Geschlafen wurde auf Strohschütten, die sich auf der ehemaligen Tanzfläche befanden, es gab nur eine Toilette für die Gefangenen und gelegentlich auch Misshandlungen durch das Wachpersonal.:S. 175, S. 187 Nach Fontaine war das Zusammenleben „mit zwielichtigen Legionären, Zuhältern usw. […] unerträglich“.:pdf-S. 22
Laut dem USHMM blieb das Le Brébant bis zur Befreiung Marseilles durch die US-amerikanischen Truppen am 28. August 1944 als Gefängnis in Betrieb.

### Fremdarbeiterlager
Fontaine erwähnt ein Camp de Marseille im Zusammenhang mit Internierten, die sich 1939 freiwillig zum Arbeitsdienst beim französischen Militär gemeldet hätten. Sie seien in einer Seifenfabrik untergebracht gewesen und morgens mit Lastwagen in das Marseiller Stadtviertel La Joliette gebracht worden, um Schiffe aus Afrika zu be- und entladen.:pdf-S. 18 Ob dieses Camp de Marseille identisch war mit dem in verschiedenen Quellen erwähnten Camp de Malaval, das sich ebenfalls im Stadtviertel La Joliette befunden haben soll, ist nicht zu klären. 
Die ausführlichsten Hinweise auf das Camp de Malaval finden sich bei Eggers.:S. 396 Er erwähnt das Camp als ein Standort der GTE 212, in der Internierte als Zwangsarbeiter zum Einsatz gekommen seien, die sich vorher im Camp de Noé aufgehalten hätten. Der weitere Standort der Einheit sei das Camp de Caronte l'Avera im Marseille benachbarten Martigues gewesen. Bei den Arbeitskräften handelte es sich um ausländische Juden und spanische Republikaner, die zwischen Ende September 1943 und Anfang Mai 1944 für die Organisation Todt beim Bau des Südwalls mitarbeiten mussten. Nach Eggers stammt der letzte Nachweis für diese GTE in Marseille allerdings vom 28. Oktober 1943; er geht von deren anschließendem Transfer an die Atlantikküste aus.

## Orte der Erinnerung
In Marseille gibt es mehrere Gedenkstätten zur Erinnerung an die Gräuel unter dem Vichy-Regime und der deutschen Besatzung. Diesem Zweck dient insbesondere das Mémorial de la Déportation, de l'Internement et de la Résistance. (Lage)

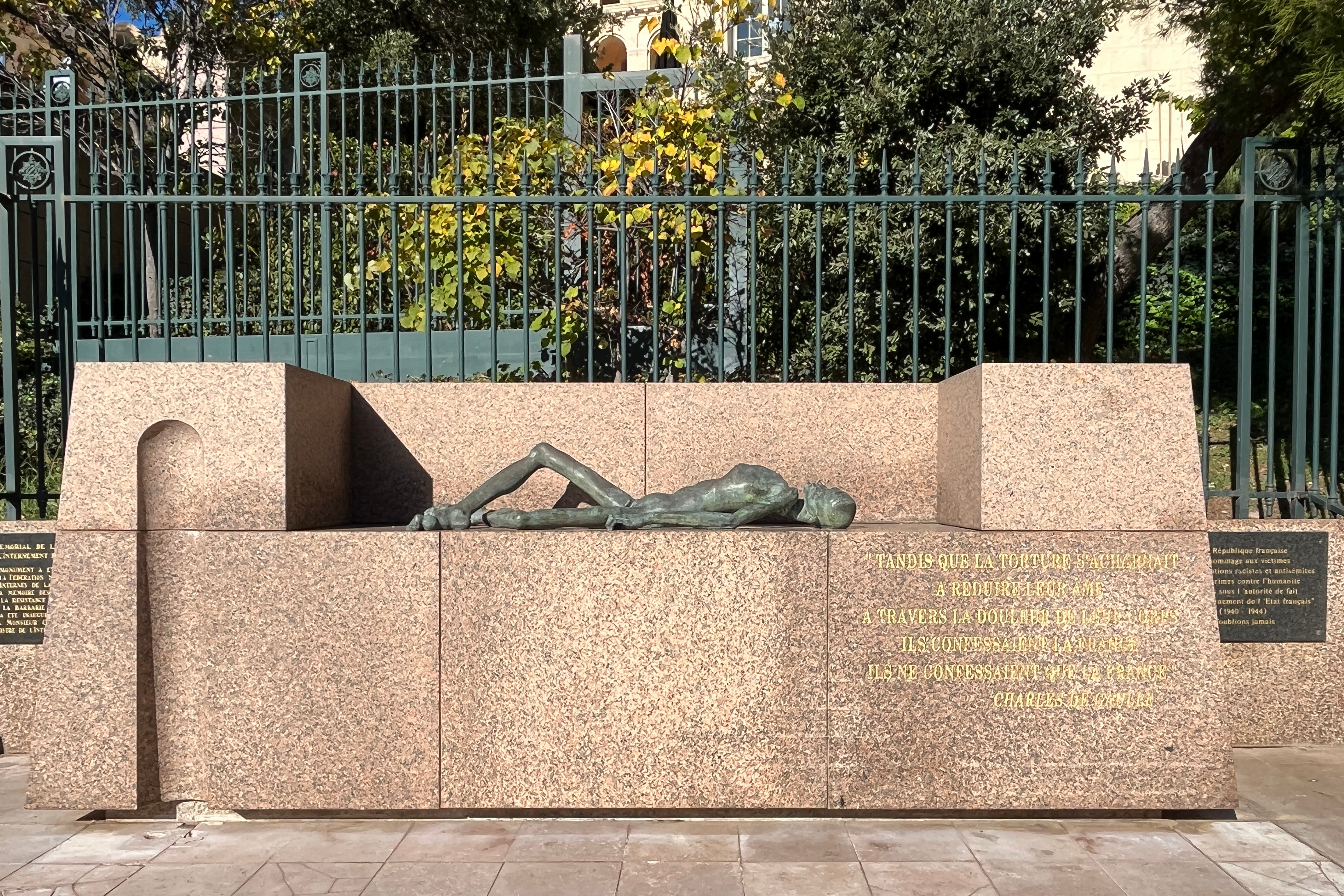
Das Denkmal für Deportation, Internierung und Widerstand in Marseille
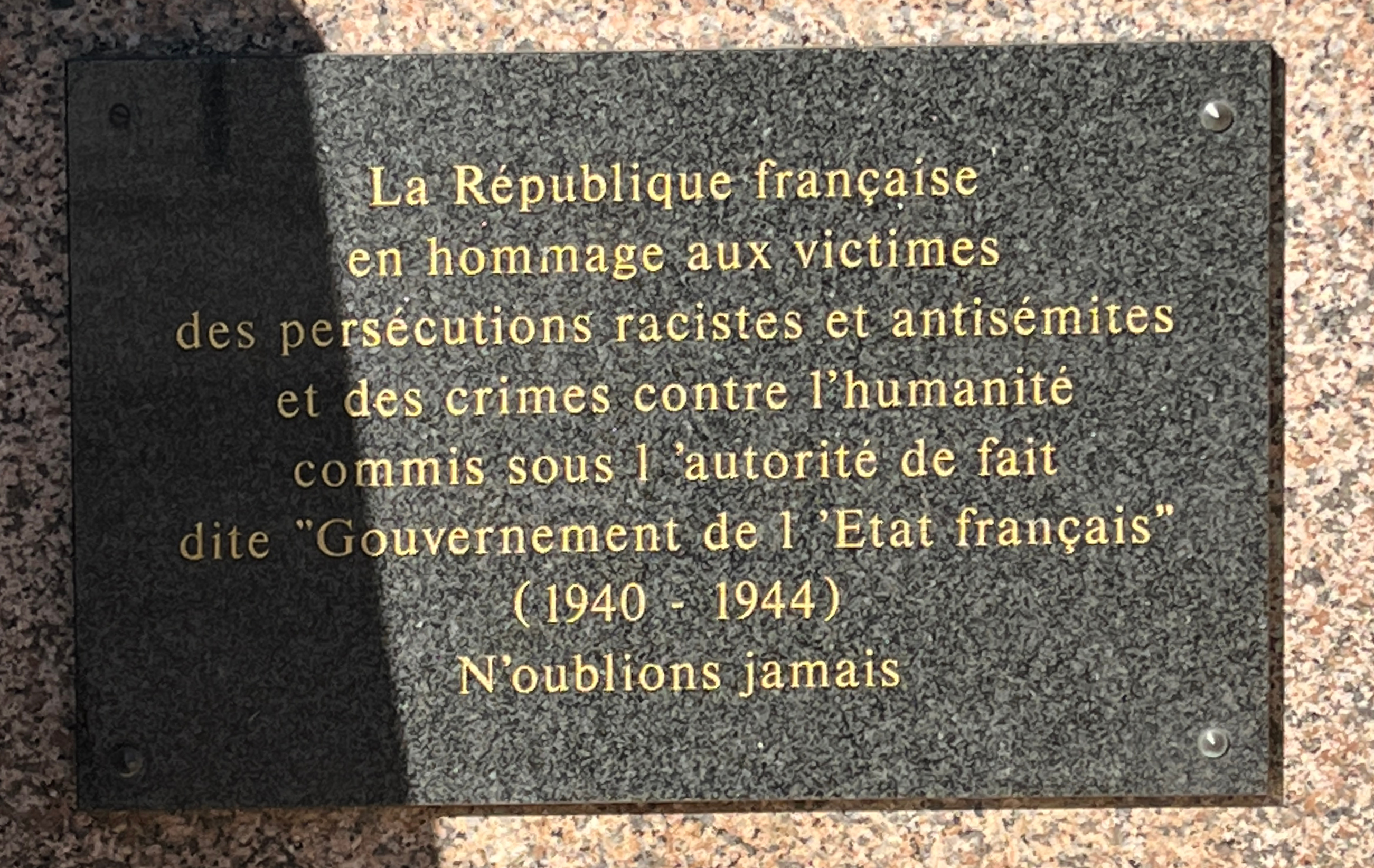
Gedenktafel am Denkmal für Deportation, Internierung und Widerstand in Marseille
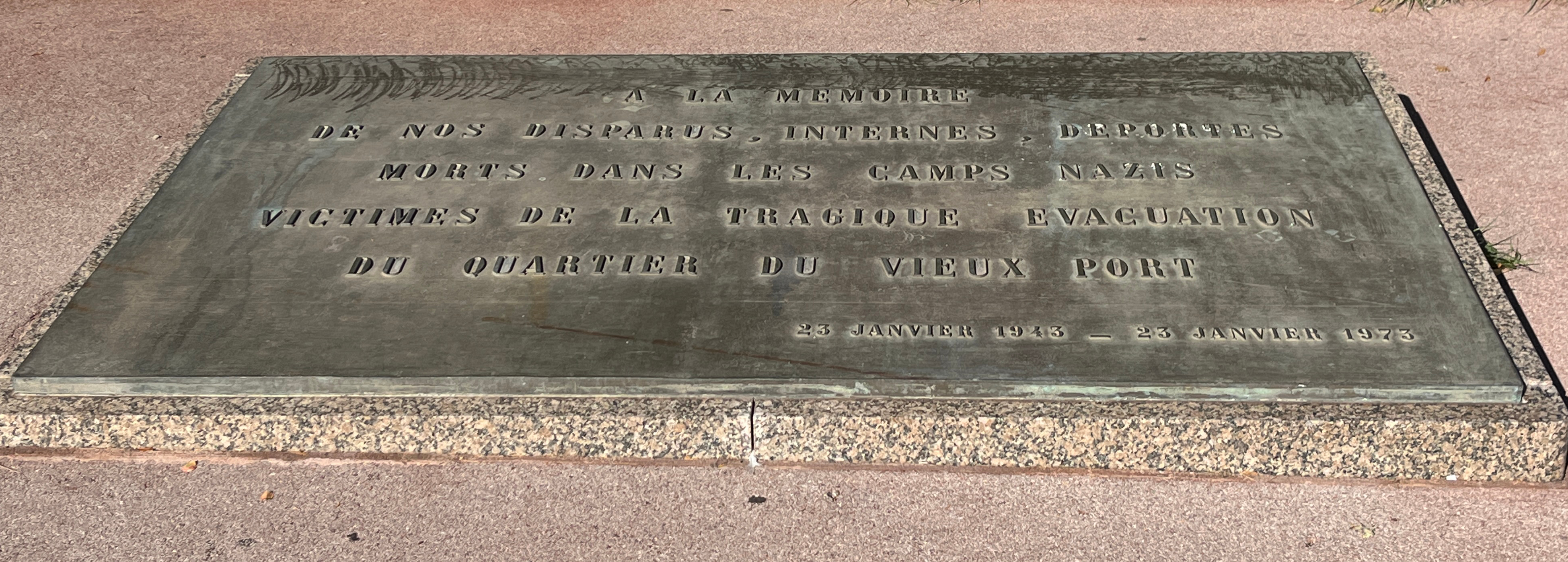
Bodentafel am Denkmal für Deportation, Internierung und Widerstand in Marseille

Als Gedenkstätte für die Opfer der Deportationen wurde Im Dezember 2019 das Mémorial des Déportations de la Ville de Marseille eröffnet. Zur Zeit erinnern dort die Namen von 4.000 Menschen an diejenigen, die aus rassistischen oder politischen Gründen, als Widerstandskämpfer oder als Geiseln deportiert wurden. (Lage) 

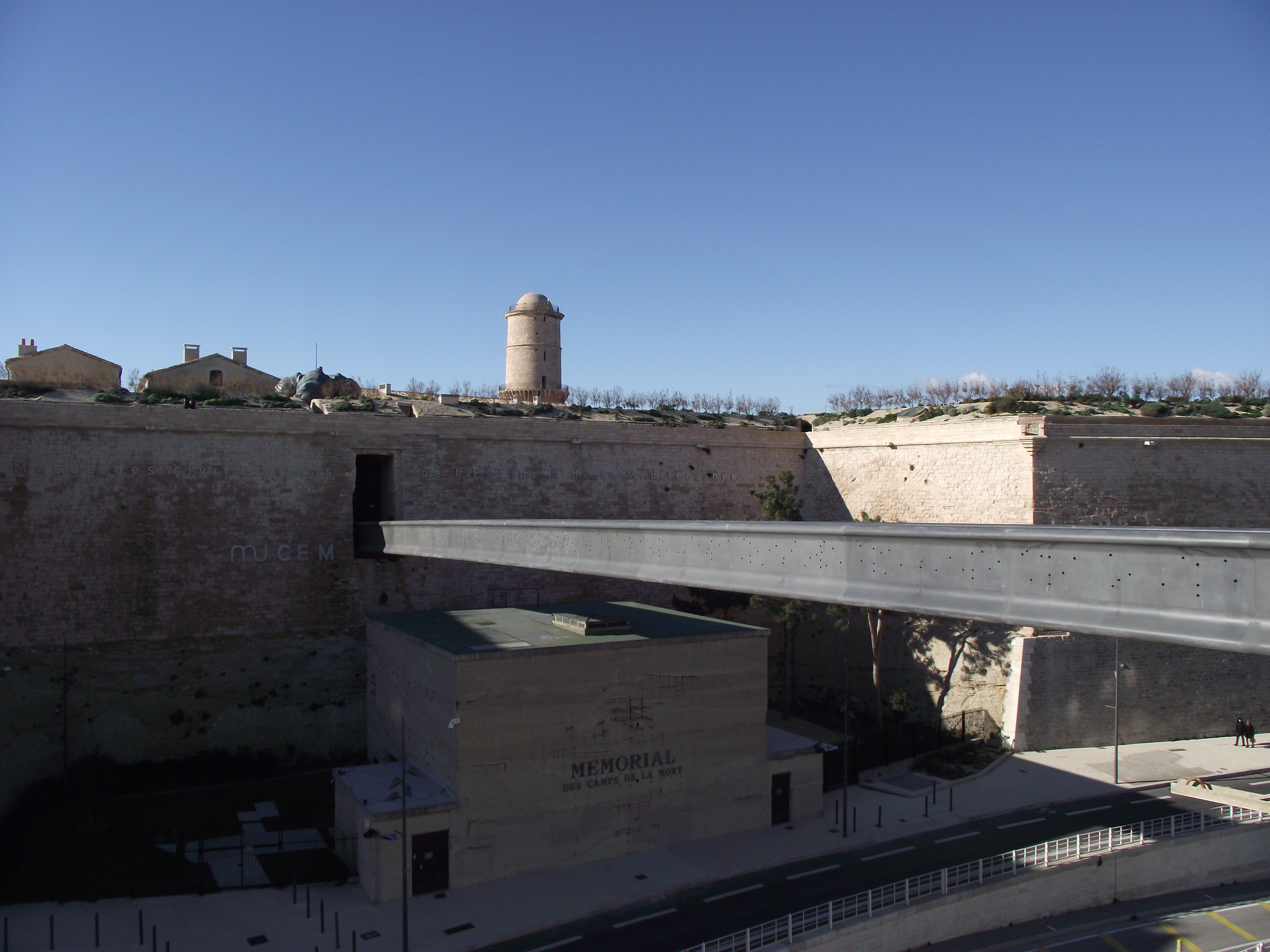
Das Mémorial des Déportations de la Ville de Marseille unterhalb des Fort Saint-Jean
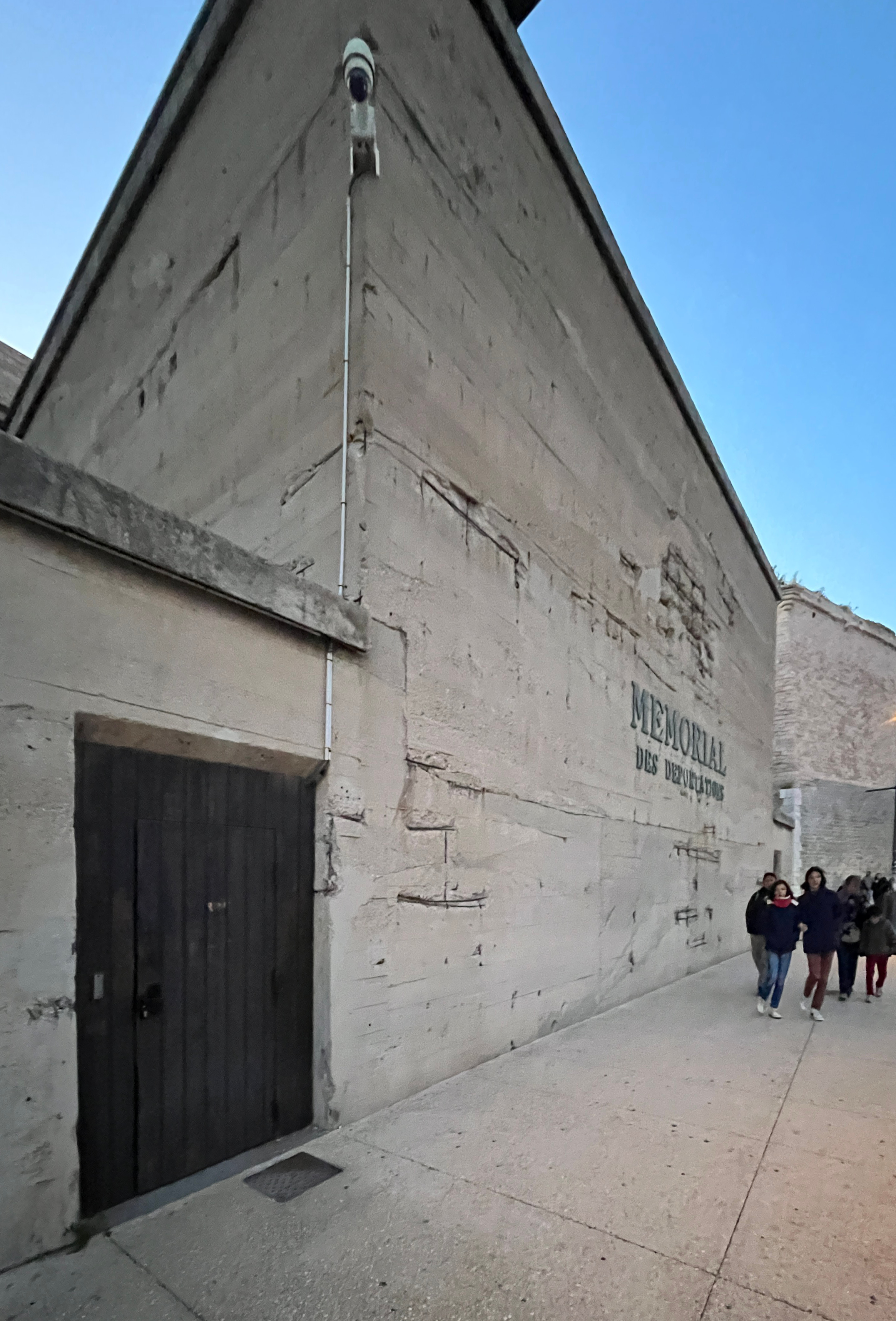
Mémorial des Déportations de la Ville de Marseille

Auf dem Opernplatz von Marseille erinnert eine Gedenktafel an die Deportation und Ermordung jüdischer Bürgerinnen und Bürger aus Marseille im Januar 1943. (Lage) 
Ebenfalls an die jüdischen Opfer der Shoah aus Marseille und Umgebung erinnert die „Mauer der Namen“ im Hof der Großen Synagoge. (Lage)